# Исаев, Гидаят Билал оглы
Гидаят Билал Исаев (азерб. Hidayət Bilaloğlu İsayev; род. 4 сентября 1944, Амасийский район) — азербайджанский учёный-медик, доктор медицинских наук, профессор по специальности хирургия. Заместитель директора по науке Научного центра хирургии Министерства здравоохранения Азербайджана.

## Биография
Гидаят Билал Исаев родился 4 сентября 1944 года в Амасийском районе Армянской ССР.
В 1960 году окончил с серебряной медалью среднюю школу пос. Гюллибулаг Амасийского района. 
В 1967 году окончил с отличием лечебно-профилактический факультет Азербайджанского государственного медицинского института им. Н. Нариманова. 
С 1967 по 1974 года служил в Советской Армии в качестве военного врача, проходил специализацию по общей хирургии и нейрохирургии и работал в военных госпиталях хирургом. 
Со 2 января 1974 по август 1978 года заведовал нейротравматологическим, затем нейрохирургическим отделениями Республиканской клинической больницы им. Мир-Касимова г. Баку. С августа 1978 года возглавляет общехирургическое отделение данной больницы.
В 1979 году Исаев Г. Б. поступает в аспирантуру института хирургии им А. В. Вишневского (Москва), где в июне 1982 году защитил диссертации на соискание учёной степени кандидата медицинских наук на тему «Особенности хирургического лечения острого холецистита и острого аппендицита у больных сахарным диабетом».
В 1984 году по его инициативе в Республиканской больнице создано отделение гнойной хирургии. Г. Исаев возглавил это отделение. 
Г. Б. Исаев занимается лечением больных с гнойным перитонитом и гнойными заболеваниями, число которых в республике нарастает из за невысокого уровня диагностики и квалифицированной хирургической помощи в районах республики. В течение нескольких лет он создал научно-практический коллектив хорошо разбирающихся в гнойно-септической хирургии и выполняющих самые сложные операции по данной патологии. 
Собранный научно-практический материал составил основу докторской диссертации Г. Исаева которую он успешно защитил в г. Москве в 1991 году на тему «Комплексное лечение разлитого гнойного перитонита».
В 1993 году по его инициативе создана научная лаборатория по гнойно-септической хирургии в составе научно-исследовательского института экспериментальной хирургии им. академика М. А. Топчибашева. Он был избран её руководителем. 
Под руководством проф. Г. Б. Исаева защищены 4 докторских и 29 кандидатских диссертаций. 
Является действительным членом Всемирной организации хирургов.

## Научный вклад
Научный диапазон профессора Г. Б. Исаева очень обширен. Под его руководством впервые выполнена научная работа стимуляции иммунитета настоем шафрана при гнойных заболеваниях нижних конечностей у больных сахарным диабетом и доказана высокая эффективность настойки шафрана по сравнению с используемыми до сих пор препаратами, входящими в фармакопею. Благодаря внедрению в практику нового способа хирургического лечения, предложенного проф. Г. Б. Исаевым, удавалось сохранение матки при разлитом перитоните, развивавшемся после кесаревого cечения, и эти молодые женщины в последующем стали матерями. 
Исаевым предложен новый вид кишечного шва при резекции нежизнеспособной петли тонкого кишечника на фоне разлитого гнойного перитонита. Учитывая инактивации вводимого инсулина при гнойно-септических патологиях предложен принципиально новый метод подсчета требуемой суточной дозы инсулина, что позволяет адекватно корректировать углеводный обмен у подобных больных. Предложен совершенно новый метод санации брюшной полости при разлитом гнойном перитоните предусматривающий отдельное промывание петли тонкого кишечника и полости париетального перитонита с применением синтетического мешка.
Совместно с институтом химии присадок АН Азербайджана разработан и внедрен в практику лечения разлитого перитонита кишечный адсорбент, который наряду с адсорбцией внутрикишечных токсинов так же стимулирует столь важную при этой патологии перистальтику кишечника.
Автор 4 монографий и 2 учебников, среди которых «Перитонит», «Патофизиология хирургических заболеваний», «Аппендицит», «Оперативная и клиническая гнойная хирургия». 
Автор 8 патентованных изобретений, 300 научных статьей и тезисов, более 14 методических рекомендаций.